# 서일본 여객철도 285계 전동차
서일본 여객철도 285계 전동차 또는 도카이 여객철도 285계 전동차 (285系)는 서일본 여객철도의 침대특급으로 선라이즈 이즈모/선라이즈 세토을 운영하고 있다. 서일본 여객철도 소속에 속해 있다.
이 전동차는 1998년 7월 10일에 도입한 전동차로에서 도입한 2층 열차로 도쿄역에서 이즈모시역역과 다카마쓰역까지 운행한다.

## 사진

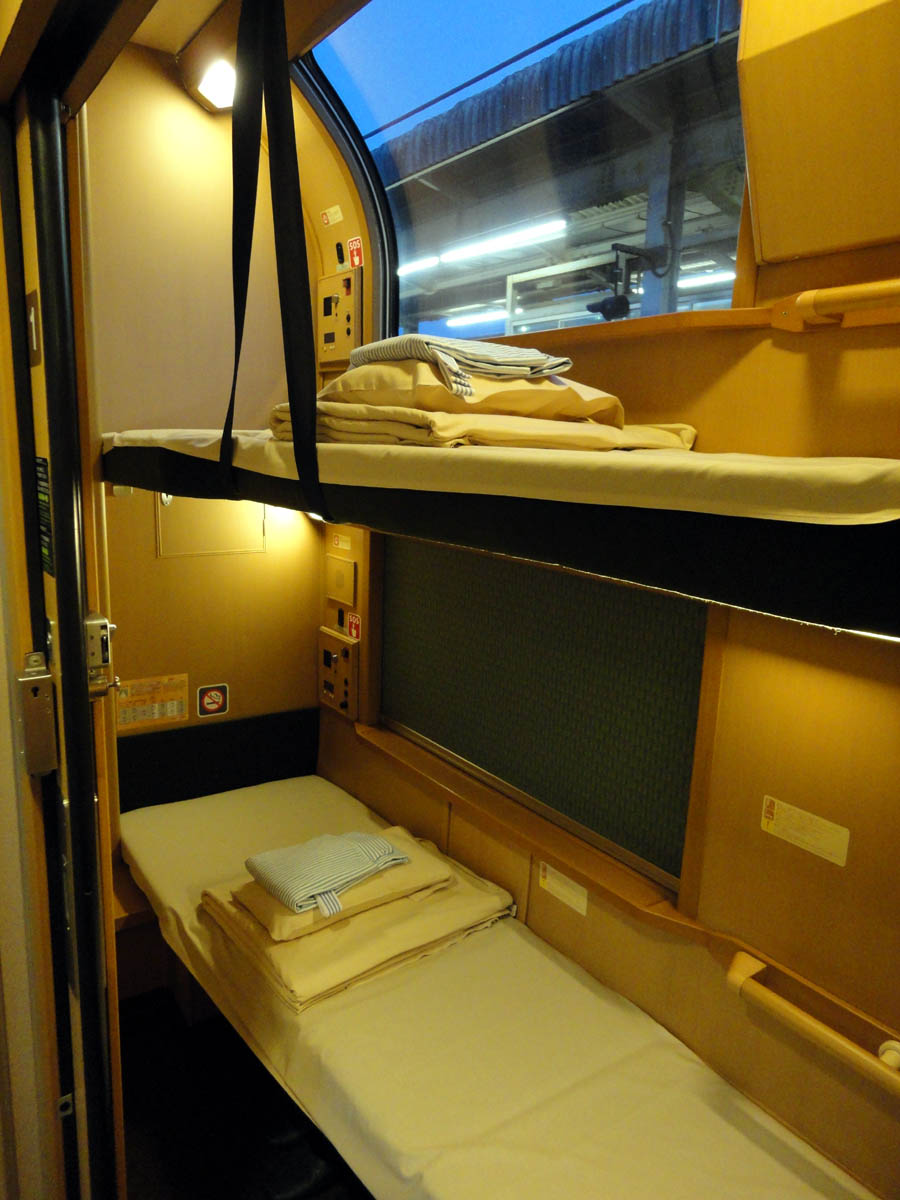
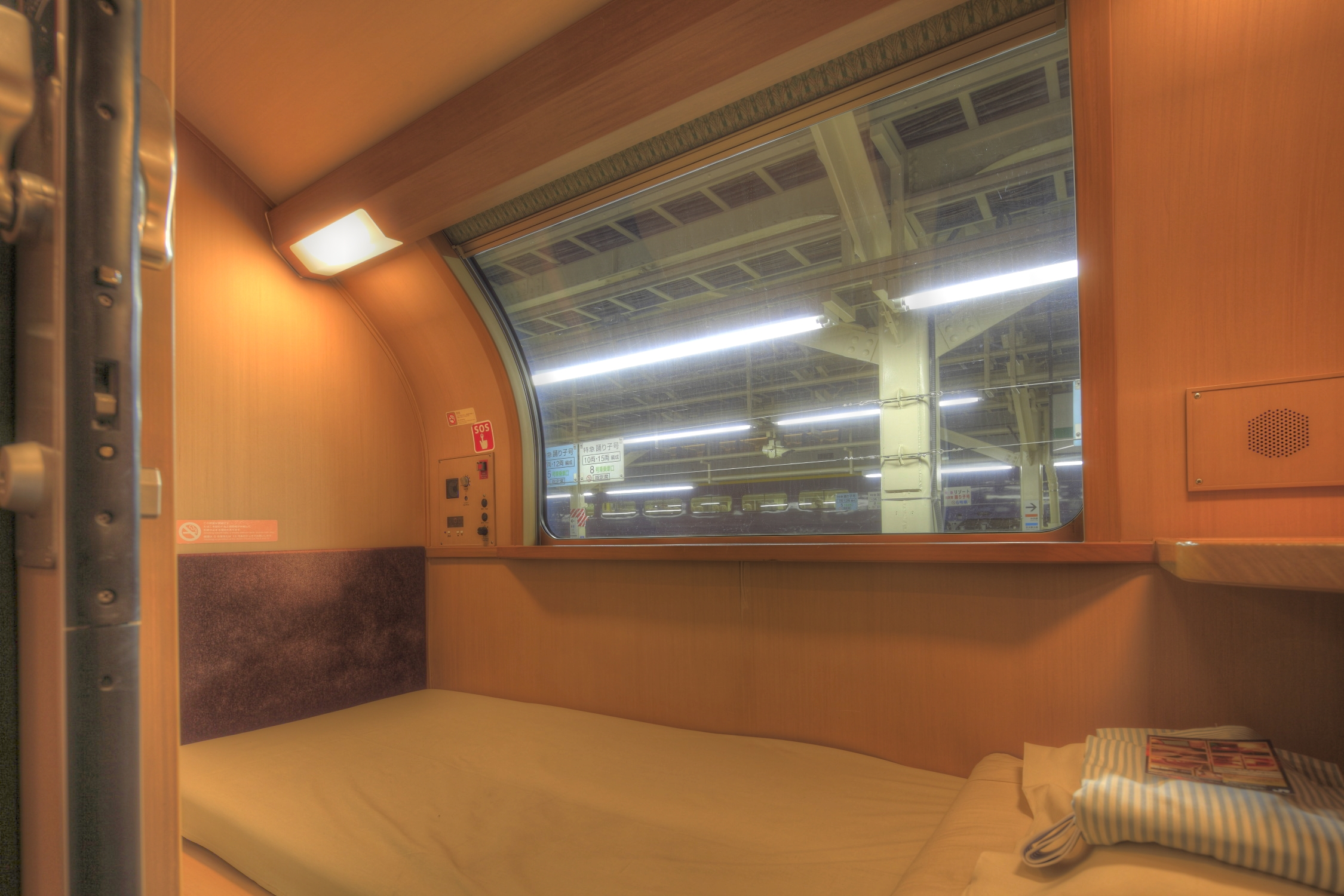
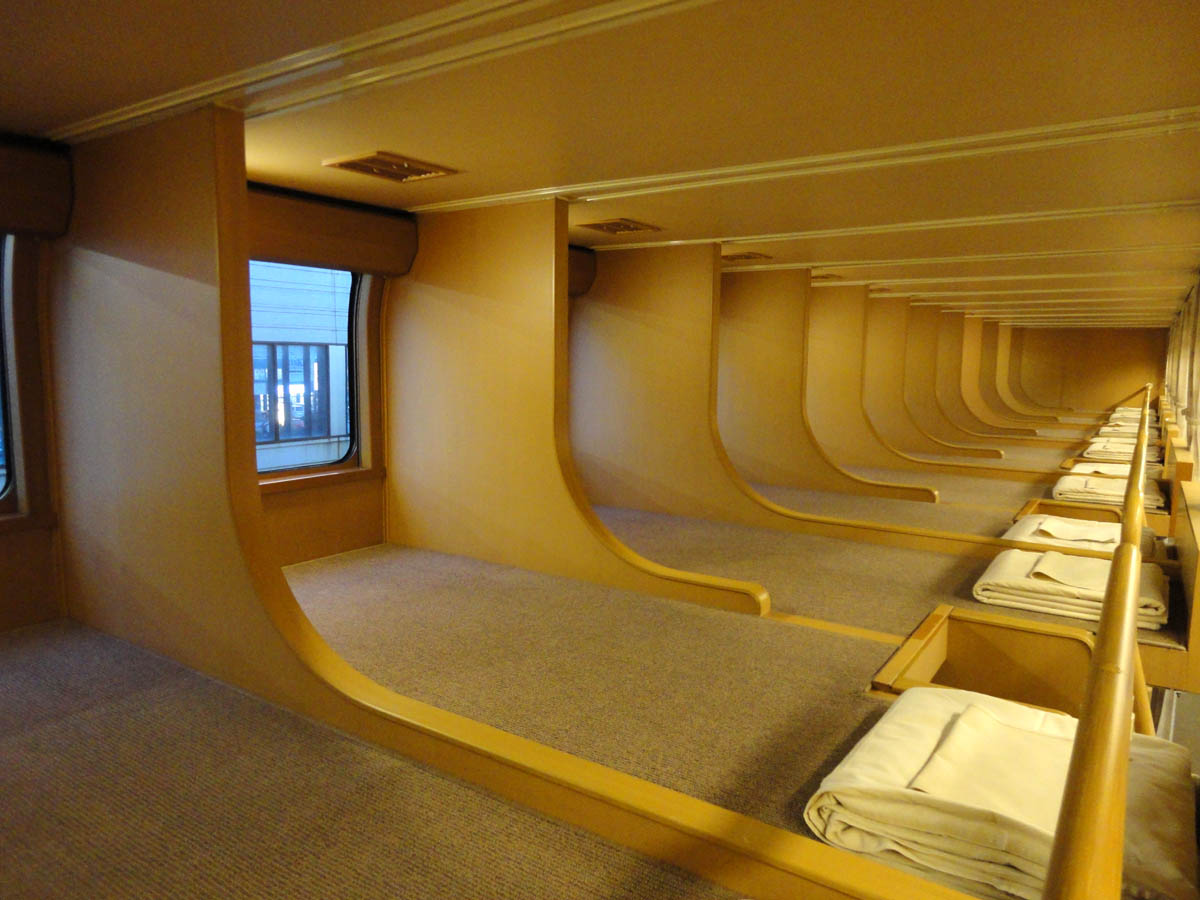
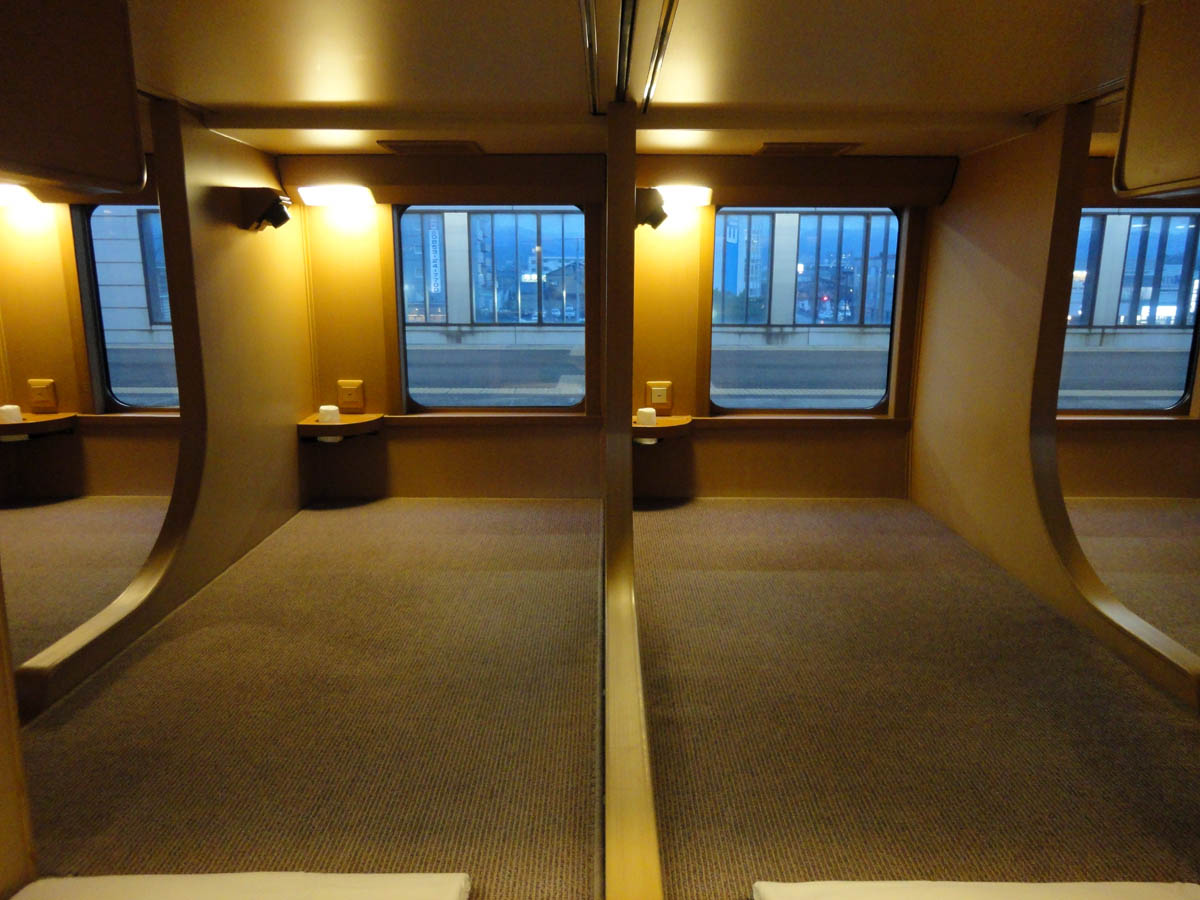
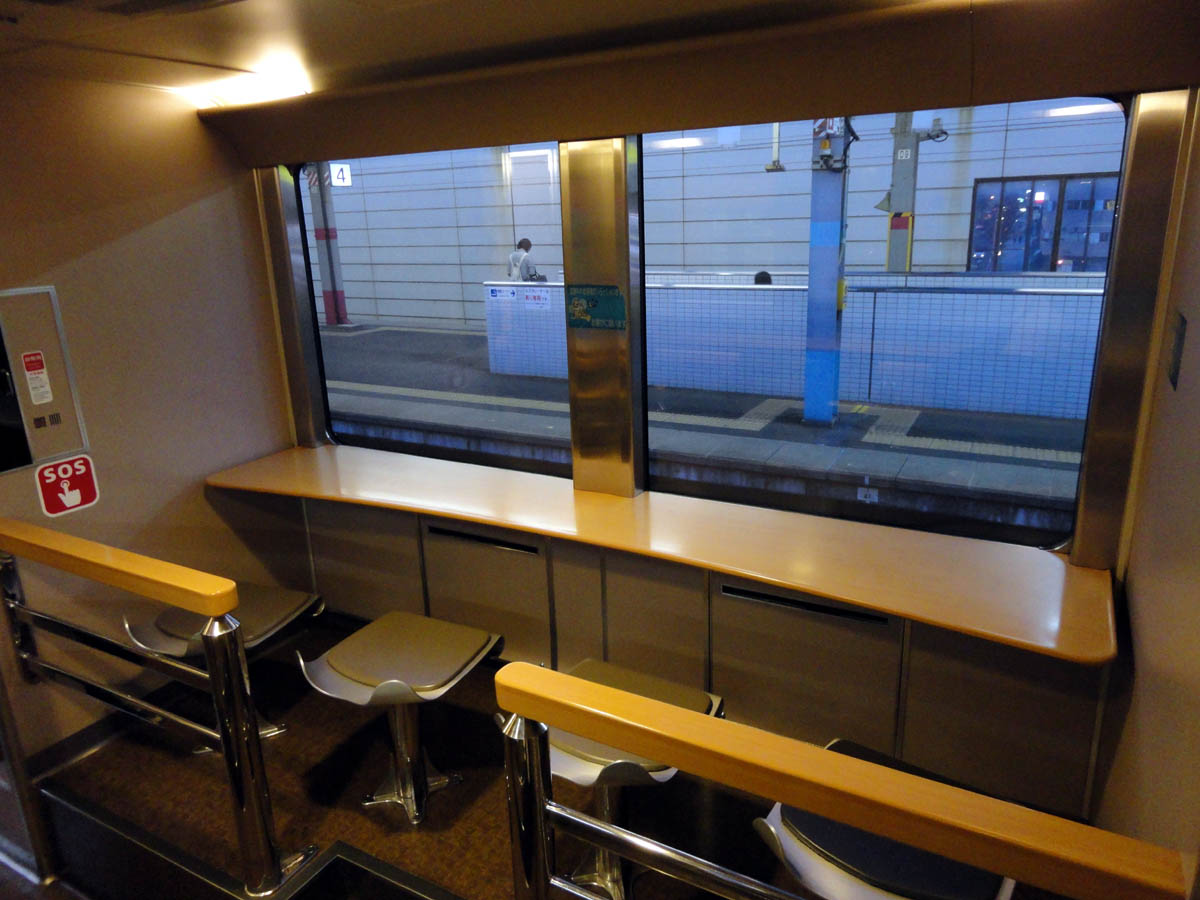

## 편성
| 편성 | 1/8        | 2/9            | 3/10       | 4/11         | 5/12           | 6/13       | 7/14       |
| ---- | ---------- | -------------- | ---------- | ------------ | -------------- | ---------- | ---------- |
| 지정 | TNWC'      | TNW2           | MN         | TNWS         | MN2            | TNW        | TNWC       |
| 번호 | 쿠하네 285 | 사하네 285-200 | 모하네 285 | 사로하네 285 | 모하네 285-200 | 사하네 285 | 쿠하네 285 |

## 같이 보기
- 선라이즈 세토
- 선라이즈 이즈모